# Littérature grecque classique
La littérature grecque classique est la littérature grecque antique datant de la période de l'histoire de la Grèce antique appelée l'époque classique, qui couvre les Ve et IVe siècles av. J.-C. Cette époque voit l'élaboration de nombreuses œuvres qui accèdent rapidement au statut de classiques et restent longtemps considérées comme les chefs-d'œuvre de la littérature grecque antique.
La révolte des cités grecques d'Ionie et les guerres médiques qui s'ensuivent entre les cités grecques et l'empire perse dans les premières décennies du Ve siècle av. J.-C. marquent durablement le monde grec et contribuent à permettre à la cité d'Athènes d'accéder au statut de principale puissance politique et économique au milieu du Ve siècle. Athènes devient aussi le principal foyer de la vie artistique, intellectuelle et culturelle de Grèce centrale : c'est là que les philosophes, les poètes et les savants se rassemblent. En outre, le régime démocratique est favorable à l'essor de l'éloquence qui permet à chacun de défendre ses idées. La défaite d'Athènes face à Sparte au cours de la guerre du Péloponnèse met fin à sa prédominance politique à la fin du siècle, tandis qu'au IVe siècle av. J.-C. plusieurs cités rivalisent sans s'imposer durablement, jusqu'à ce que les cités grecques dans leur ensemble soient vaincues par le roi Philippe de Macédoine en 338 av. J.-C.

## Le théâtre
Le théâtre trouve ses origines dans les concours poétiques qui se développent à Athènes dans le courant du VIe siècle av. J.-C. et est lié au culte de Dionysos. C'est dans la seconde moitié de ce siècle que le tyran d'Athènes, Pisistrate, instaure des concours tragiques aux Grandes Dionysies. Les Grecs attribuaient à Thespis l'invention de la tragédie ; en réalité, le genre s'est développé plus progressivement entre la fin du VIe siècle et le début du Ve siècle, moment auquel apparaissent à leur tour des concours de théâtre comique. Les pièces de théâtre comprennent des parties dialoguées et des parties chantées. Elles sont jouées uniquement par des hommes (même les personnages féminins). Et elles sont écrites et composées au départ pour une représentation unique, lors du concours théâtral ; ce n'est que par la suite, au IVe siècle av. J.-C., que l'on commence à mettre en scène des reprises de pièces préexistantes.

### La tragédie attique

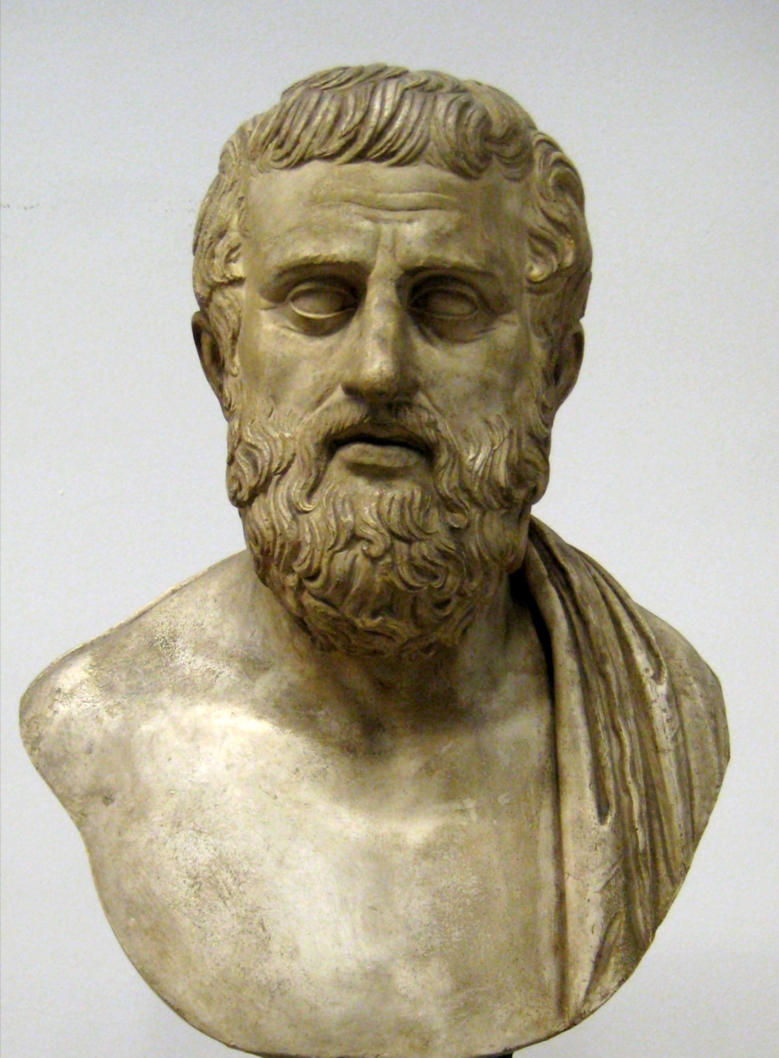
Buste de Sophocle. Moule de la collection Farnèse au Musée Pouchkine à Moscou.

Ce qu'on appelle couramment la tragédie grecque est en réalité une particularité d'Athènes et de sa région, l'Attique. Le genre naît dans les premières décennies du Ve siècle av. J.-C. La première tragédie conservée, Les Perses d'Eschyle, date de 472, et la plus récente, Œdipe à Colone de Sophocle, est représentée en 401 à titre posthume. Le genre de la tragédie reste vivace jusqu'au Ier siècle av. J.-C. au moins. Néanmoins, les tragédies grecques qui nous sont parvenues en entier sont uniquement des œuvres des trois dramaturges les plus appréciés dès leur époque : Eschyle, Sophocle et Euripide (et elles ne représentent qu'une petite partie de ce qu'ils ont écrit) ; les pièces des autres dramaturges, contemporains ou postérieurs, ne subsistent plus qu'à l'état de fragments ou de simples titres. La tragédie développe des sujets principalement mythologiques et plus rarement historiques, comme La Prise de Milet de Phrynichos et Les Perses d'Eschyle qui se fondaient sur des événements historiques alors récents. Elle relate un épisode précis et bien refermé sur lui-même, où l'action est accomplie par des acteurs mais aussi commentée par les chants d'un chœur tragique.
Eschyle (né vers 525, mort en 456 av. J.-C.) compose plus de 70 pièces et remporte de nombreuses victoires aux concours (13 succès connus) ; sept de ses tragédies nous sont parvenues en entier. Sa plus ancienne tragédie conservée, Les Perses, représentée en 472, est aussi la seule tragédie conservée à sujet historique, puisqu'elle relate la bataille de Salamine remportée par les cités grecques sur l'empire perse en 480 av. J.-C. La pièce adopte le point de vue des vaincus et confère à l'événement une portée morale universelle en dénonçant l'hybris du roi Xerxès. Eschyle est également l'auteur de la seule trilogie tragique qui nous soit parvenue entière : l'Orestie, composée des trois pièces Agamemnon, Les Choéphores et Les Euménides, qui met en scène les malheurs des Atrides et en particulier d'Oreste, fils d'Agamemnon attaché à venger son père tué par sa mère Clytemnestre à son retour de la guerre de Troie. On connaît aussi d'Eschyle Les Sept contre Thèbes, Les Suppliantes et Prométhée enchaîné.
Sophocle (né en 495, mort en 406 av. J.-C.) est celui des trois grands poètes tragiques à avoir connu le plus grand succès de son vivant. Ses sept tragédies conservées montrent une part plus importante accordée à l'action et à l'approfondissement des personnages, tandis que le rôle du chœur devient plus restreint. Les héros et héroïnes mis en scène par ses pièces éponymes (Ajax, Antigone, Électre, Philoctète) sont souvent solitaires. Sa tragédie la plus connue est Œdipe roi, en partie parce qu'elle est souvent citée par Aristote dans la Poétique. On possède aussi de Sophocle de nombreux fragments d'un drame satyrique, Les Limiers.
Euripide (né en 480, mort en 406) est le dramaturge grec dont on a conservé le plus grand nombre de pièces : dix-huit ou dix-neuf (selon les jugements sur l'authenticité de la tragédie Rhésos, souvent jugée apocryphe). Ces pièces sont des tragédies, sauf Le Cyclope, qui est un drame satyrique. On possède aussi de nombreux fragments de plusieurs autres pièces. Les tragédies d'Euripide montrent le développement plus grand des personnages et de l'action, tandis que le chœur n'a souvent qu'un rôle très limité de commentateur de l'action. Euripide appartient visiblement à une génération différente de Sophocle : influencé par l'art des sophistes, il reflète dans ses pièces les débats d'idées qui agitent Athènes après sa défaite dans la guerre du Péloponnèse et plus généralement au début du IVe siècle av. J.-C. Jacqueline de Romilly place l'œuvre d'Euripide sous le signe de l'instabilité (par opposition à l'ordre du monde revendiqué ou recherché par les héros d'Eschyle et de Sophocle) et de la description détaillée des passions. Euripide est connu pour avoir mis en scène des héroïnes dans des tragédies comme Alceste, Médée, Iphigénie à Aulis ou Les Bacchantes.
Parmi les auteurs contemporains de ces trois grands auteurs et dont les pièces n'ont pas été conservées, citons par exemple le tragédien Agathon, qui apparaît dans les dialogues de Platon et dont on ne possède que des fragments.

### Le drame satyrique
Le drame satyrique, qui aurait été inventé par le dramaturge Pratinas à la fin du VIe siècle av. J.-C., était un genre théâtral comique qui fournissait la quatrième pièce des tétralogies théâtrales que devaient composer les auteurs pour les concours théâtraux à Athènes, en plus des trois tragédies. Les drames satyriques utilisent des sujets mythologiques ; le chœur est composé de satyres dirigés par le vieux Silène, tous nus et dotés d'énormes phallus postiches. Les drames satyriques alternent les passages pathétiques et les passages comiques grivois. Seul un drame satyrique a été conservé en entier : Le Cyclope d'Euripide, qui met en scène une version bouffonne de l'épisode du séjour force d'Ulysse chez le Cyclope dans l’Odyssée. On possède aussi des fragments des Limiers de Sophocle, qui mettait en scène le dieu Hermès encore enfant au moment où il vole les troupeaux d'Apollon.

### La comédie

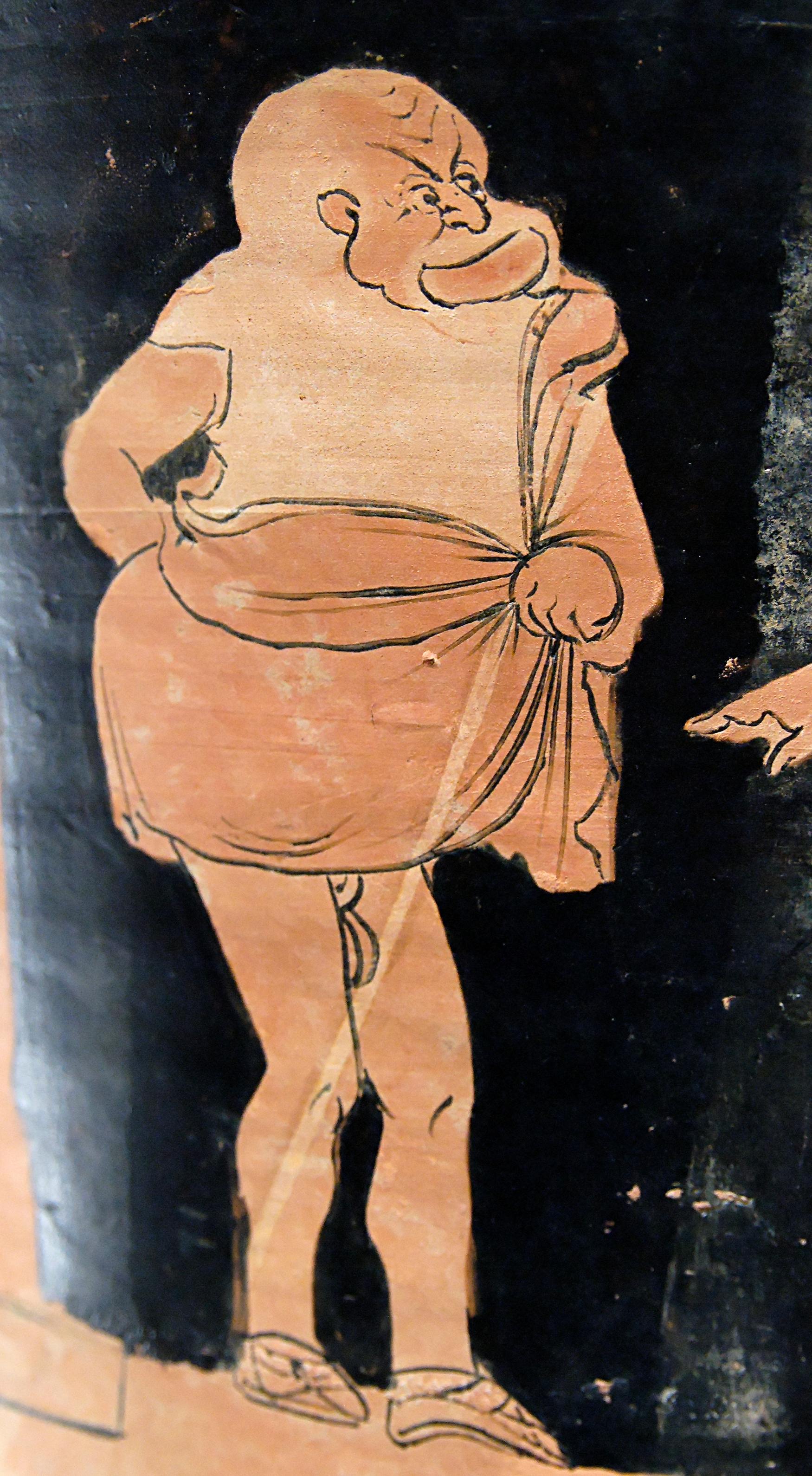
Esclave de comédie phlyaque, cratère à figures rouges du Groupe de Lentini-Manfria, v. 350-340 av. J.-C., musée du Louvre.

La comédie est un genre théâtral comique qui apparaît à la fin du VIe siècle av. J.-C. et connaît une évolution progressive jusqu'au IIIe siècle av. J.-C. : on y distingue la comédie ancienne (connue principalement par Aristophane) et la comédie nouvelle (représentée surtout par Ménandre), qui montrent des caractéristiques nettement différentes. Les auteurs de comédies (l'ancienne comme la nouvelle) soulignent souvent les difficultés d'écriture qu'elle comporte, car les sujets y sont beaucoup plus souvent inventés de toutes pièces, tandis que les tragédies s'appuient en général sur des figures héroïques et des intrigues déjà bien connues du public. 
La comédie ancienne est un genre théâtral comique alliant des dialogues parlés et des parties chantées, qui apparaît au début du Ve siècle et reste vivace pendant tout le siècle. On le connaît essentiellement grâce aux onze pièces conservées d'Aristophane, mais le genre a été pratiqué par d'autres auteurs tout aussi connus, qui ne sont souvent plus pour nous que des noms, des listes de titres et de rares fragments : Chionidès et Magnès sont parmi les premiers à définir le genre, et plus tard Cratinos, Cratès, Eupolis, Phérécrate et Phrynichos, qui rivalisent avec Aristophane. La comédie ancienne met généralement en scène un personnage principal, héros mythologique ou personne ordinaire, qui tente de réaliser un projet ambitieux et souvent égoïste et recourt pour cela à des stratagèmes outrés ou invraisemblables et toujours comiques ; il se heurte à des adversaires, joués par les autres acteurs et par le chœur, et qu'il affronte au cours de dialogues parlés et chantés. Ainsi, dans Les Oiseaux d'Aristophane, les oiseaux édifient une cité céleste et coupent les vivres aux dieux en interceptant la fumée des sacrifices qui montent vers l'Olympe. Dans Lysistrata, les femmes de la cité font pression sur leurs maris en entament une grève du sexe. Les acteurs portent des masques comiques et des accessoires représentant de gros ventres, de grosses fesses et des phallus pendants.
Aristophane (né vers 445, mort autour de 380) est l'auteur de l'époque classique dont l'œuvre est la mieux connue : on a conservé de lui onze pièces complètes, ce qui représente un quart de ses pièces. L'humour de ses pièces, caractéristique de la comédie ancienne, revêt une dimension carnavalesque : il met en avant la nourriture et la boisson et les fonctions corporelles et recourt souvent à la scatologie ou aux plaisanteries sexuelles. De plus, il multiplie les calembours jouant sur des doubles sens, les pastiches parodiant les autres genres littéraires (souvent la tragédie mais aussi l'éloquence), ainsi que les néologismes fantaisistes et la satire des hommes politiques, orateurs et philosophes de l'époque, ce qui permet à Aristophane de mettre en avant ses propres convictions idéologiques. Ainsi, des pièces comme La Paix et Les Acharniens évoquent les hommes politiques de l'histoire récente d'Athènes comme Périclès et Cléon ; Les Nuées se moquent de Socrate et des sophistes ; Les Grenouilles et Les Thesmophories tournent en ridicule le dramaturge Euripide.
La comédie nouvelle apparaît à partir de la seconde moitié du IVe siècle ; le genre est pratiqué dans la littérature grecque jusqu'à la fin du IIIe siècle av. J.-C. (mais il a une influence sur la littérature romaine plusieurs siècles après). La comédie nouvelle emprunte ses sujets à la vie quotidienne dans la cité et met l'accent sur la sphère privée, en particulier la famille, les relations entre parents et enfants et le mariage ; les pièces sont entièrement parlées, sans intervention d'un chœur. L'auteur le mieux connu représentant ce genre est Ménandre (343-autour de 292 av. J.-C.), dont on possède depuis le XXe siècle six pièces complètes et de nombreux fragments.

### Le mime
Le genre du mime se développe en Grèce dès la fin de la période archaïque avec Hipponax au VIe siècle av. J.-C. Il consiste en dialogues comiques en prose brossant des saynètes de la vie quotidienne. Les textes sont lus sur scène par des hommes ou par des femmes qui ne portent pas de masques et sont pieds nus. L'auteur principal de la période classique est Sophron, qui vit à la fin du Ve siècle av. J.-C. et emploie un dialecte dorien populaire. Le genre n'est connu que par quelques fragments et des références ou citations chez d'autres auteurs.

## L'histoire: Hérodote, Thucydide, Xénophon
Les premiers écrits historiques n'apparaissent vraiment qu'au Ve siècle av. J.-C. Ils se caractérisent par la volonté de ne plus se satisfaire des mythes et des épopées pour élaborer un récit du passé plus véridique. Cependant, certains auteurs de la fin de l'époque archaïque font figure de précurseurs de l'histoire, notamment Hécatée de Milet dont les écrits (surtout les Généalogies) font coexister les récits mythologiques pour les périodes les plus éloignées et des comptes rendus de faits bien avérés pour le passé le plus récent.

### Hérodote

Carte du monde décrit par Hérodote dans ses Histoires.

Le premier véritable historien grec est Hérodote d'Halicarnasse, couramment surnommé le « père de l'histoire » au sens où il est le premier à élaborer la méthode de la discipline historique. Né vers 485, originaire d'Halicarnasse en Asie Mineure, il voyage pendant toute sa vie, notamment en Égypte et en Perse, vit aussi à Athènes et meurt à Thourioi autour de 420 av. J.-C. Il est l'auteur des Historiai, titre qu'on traduit parfois par Histoires et parfois par L'Enquête car le mot histoire vient du nom historiè qui signifie « enquête, recherche ». Hérodote se singularise à l'époque par le fait qu'il s'intéresse exclusivement à l'histoire humaine (par distinction avec celle des dieux ou des héros) : il écrit pour conserver le souvenir des exploits accomplis aussi bien par les Barbares que par les Grecs,. Il écrit en prose et adopte la forme d'un récit qu'il ponctue de discours fictifs reconstitués prêtés aux grands personnages historiques. 
L'œuvre d'Hérodote se divise en neuf livres (auxquels la tradition a donné par la suite les noms de chacune des neuf Muses). Les quatre premiers livres retracent l'histoire de l'empire perse de Cyrus à Cambyse, tandis que les cinq suivants relatent les deux guerres médiques qui opposent l'empire perse aux cités grecques de la révolte des cités grecques d'Ionie en 499 av. J.-C. jusqu'à la double victoire grecque de Salamine et de Platées en 480 et la prise de Sestos par les Grecs en 479. Cependant, Hérodote ne se contente pas d'un simple récit factuel : il consacre de nombreuses pages à des descriptions géographiques, à des rappels du passé plus lointain, ainsi qu'à la présentation des coutumes et des religions des peuples qu'il évoque, ébauchant ainsi les domaines de l'ethnographie. Si Hérodote rapporte comme ses prédécesseurs les traditions mythologiques parfois peu vraisemblables, il prend ses distances envers elles, car il ne prétend pas y croire et marque la distinction entre ce qui lui paraît peu crédible et ce qu'il tient pour des faits bien établis. Dans le même temps, sa présentation des faits montre une philosophie de l'histoire qui garde une large part à la volonté divine, aux oracles et à l'affirmation d'une morale qui punit toute hybris (démesure) de la part des souverains. Jugé parfois sévèrement par ses contemporains et par ses successeurs antiques (notamment Plutarque et Aulu-Gelle), Hérodote est réhabilité à partir de la Renaissance.

### Thucydide
Le deuxième grand historien de l'époque classique est l'Athénien Thucydide (né vers 460, mort en 396), qui écrit au tournant des Ve-IVe siècles av. J.-C. et dont on a conservé l’Histoire de la guerre du Péloponnèse, relatant la guerre du Péloponnèse qui oppose deux cités grecques, Athènes et Sparte. Après avoir exposé sa méthode dans un passage appelé « l'archéologie » au livre I, Thucydide relate la guerre en neuf livres, mais son œuvre est restée inachevée : le livre IX s'arrête au moment de l'hiver 411-410 (alors que la guerre ne se termine qu'en 404). Thucydide a lui-même participé à la guerre du côté d'Athènes et a été exilé en 424 après son échec à Amphipolis : contrairement à Hérodote, il écrit donc uniquement sur des événements tout récents sur lesquels il est bien renseigné. Il les rapporte avec une grande précision chronologique en faisant la part belle à l'histoire politique, économique, et, bien sûr, militaire. Toujours contrairement à Hérodote, Thucydide se refuse complètement à recourir aux mythes ou à la volonté divine pour expliquer les événements. La rigueur de sa méthode, son rationalisme et sa précision lui ont valu d'exercer une grande influence sur la méthode des historiens des époques postérieures. Cependant, Thucydide n'est pas pour autant un historien au sens moderne du terme : il a lui aussi recours à une mise en scène dramatique des événements, notamment à l'aide de discours fictifs, et a parfois des partis pris en faveur de certains personnages, notamment le stratège athénien Périclès,.

### Xénophon
Le IVe siècle av. J.-C. voit la diversification du genre historique, avec l'écriture de chroniques consacrées à l'histoire des cités, de biographies de grands hommes et de traités sur les constitutions des cités, mais ces écrits sont en bonne partie perdus. Plusieurs historiens ont écrit des suites à l'œuvre de Thucydide. Le plus connu est Xénophon, né à Athènes vers 426, qui mena une carrière militaire jusqu'à sa mort vers 355. Xénophon compose à la fois des dialogues philosophiques, des traités techniques et des ouvrages historiques. Dans les Helléniques, il termine le récit de la guerre du Péloponnèse puis raconte les luttes d'influence entre les cités grecques jusqu'à la bataille de Mantinée en 362. Xénophon n'a pas la précision de Thucydide et se rapproche davantage d'Hérodote dans son intérêt pour la psychologie et les causes divines des événements historiques ; en outre, il est largement favorable à Sparte. L'autre livre historique de Xénophon est l’Anabase, qui relate l'expédition des Dix Mille, campagne de mercenaires grecs au service du Grand Roi perse Cyrus le Jeune et dans laquelle l'auteur met en scène sa participation personnelle. Xénophon est également l'auteur de la Cyropédie, une biographie idéalisée de Cyrus II qui le présente comme un monarque idéal.

### Autres historiens classiques
Outre ces grands auteurs, de nombreux autres historiens composent, à partir de la fin du Ve siècle av. J.-C., des ouvrages consacrés à l'histoire d'une cité ou d'une région en particulier : ce sont les atthidographes comme Hellanicos. Mais leurs ouvrages sont perdus ou connus seulement à l'état de fragments. D'autres historiens encore écrivent sur d'autres sujets : ainsi Ctésias de Cnide consacre des traités à l'histoire de la Perse et à l'histoire de l'Inde, mais ses ouvrages sont connus seulement par des citations qu'en ont faites d'autres auteurs.

## La rhétorique et les orateurs attiques

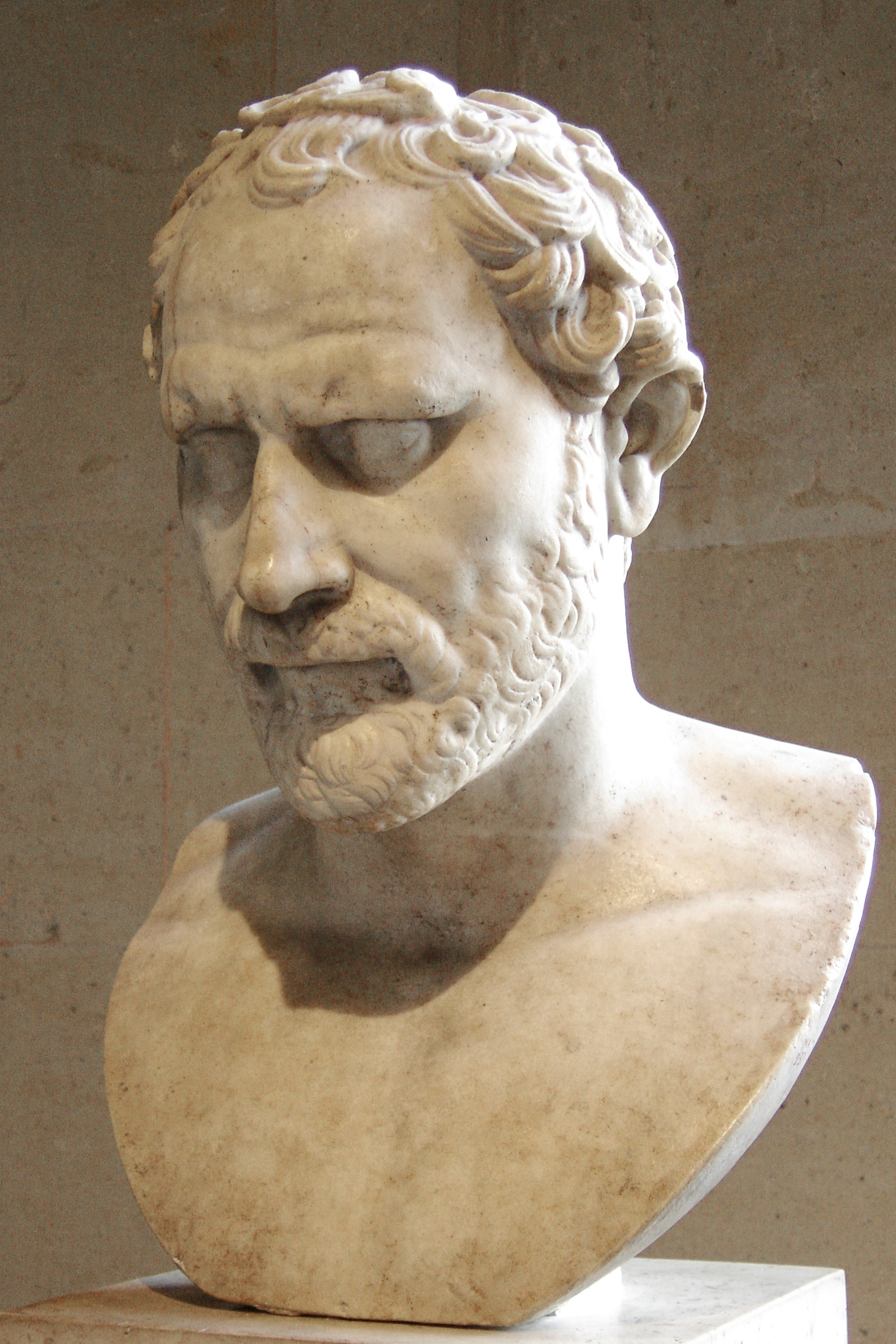
Buste de Démosthène. Marbre, œuvre romaine d'après une statue en bronze de Polyeuctos (v. 280 av. J.-C.).

La vie politique à Athènes pendant l'époque classique favorise le développement de la rhétorique grecque. Aristote, dans sa Rhétorique, en distingue les différents genres : éloquence judiciaire (discours d'accusation ou de défense), d'éloquence d'apparat (appelée aussi éloquence épidictique : discours de commémorations des morts à la guerre, par exemple) ou encore d'éloquence délibérative (discours prononcés pendant les délibérations des assemblées politiques comme la boulè et l'ecclésia). Parmi les orateurs athéniens de l'époque, plusieurs accèdent rapidement au statut d'auteurs classiques dont les œuvres sont conservées et étudiées aux époques suivantes : ce sont les orateurs attiques. L'éloquence judiciaire est surtout représentée par Andocide et Lysias, l'éloquence d'apparat par Isocrate, et l'éloquence politique par Démosthène et son adversaire Eschine. 
Au IVe siècle av. J.-C., plusieurs des grands orateurs politiques athéniens, comme Hypéride, Lycurgue et Démosthène, luttent contre l'influence politique et militaire grandissante du roi Philippe de Macédoine ; Dinarque, cependant, se distingue par sa position pro-macédonienne à la même époque (il s'oppose notamment à Démosthène). La défaite militaire des cités grecques coalisées contre Philippe à la bataille de Chéronée en 338 av. J.-C. met fin à leur indépendance politique et entraîne le déclin de l'éloquence classique.

## La médecine: les traités hippocratiques
La période classique voit aussi l'évolution de la médecine grecque vers une médecine rationnelle et professionnelle et la naissance d'une littérature médicale. Les traités formant le corpus hippocratique, rédigés entre le milieu du Ve siècle et le début du IVe siècle, étaient attribués par les Grecs antiques au médecin Hippocrate de Cos, actif dans la seconde moitié du Ve siècle ; en réalité, ils ne sont probablement pas tous de lui, mais ils se réclament de la même démarche empirique. Par exemple, le traité De la maladie sacrée refuse les explications religieuses et magiques de l'épilepsie et en recherche les causes naturelles. Des traités comme De l'ancienne médecine tentent une définition de la science médicale. Les traités des Épidémies posent les bases de l'épidémiologie.

## La philosophie à l'époque classique
L'époque classique voit le développement de pensées et d'écoles philosophiques qui exercent une influence énorme pendant et après l'Antiquité. Ces auteurs travaillent principalement à Athènes qui est le centre intellectuel du moment. 

### Socrate et Platon

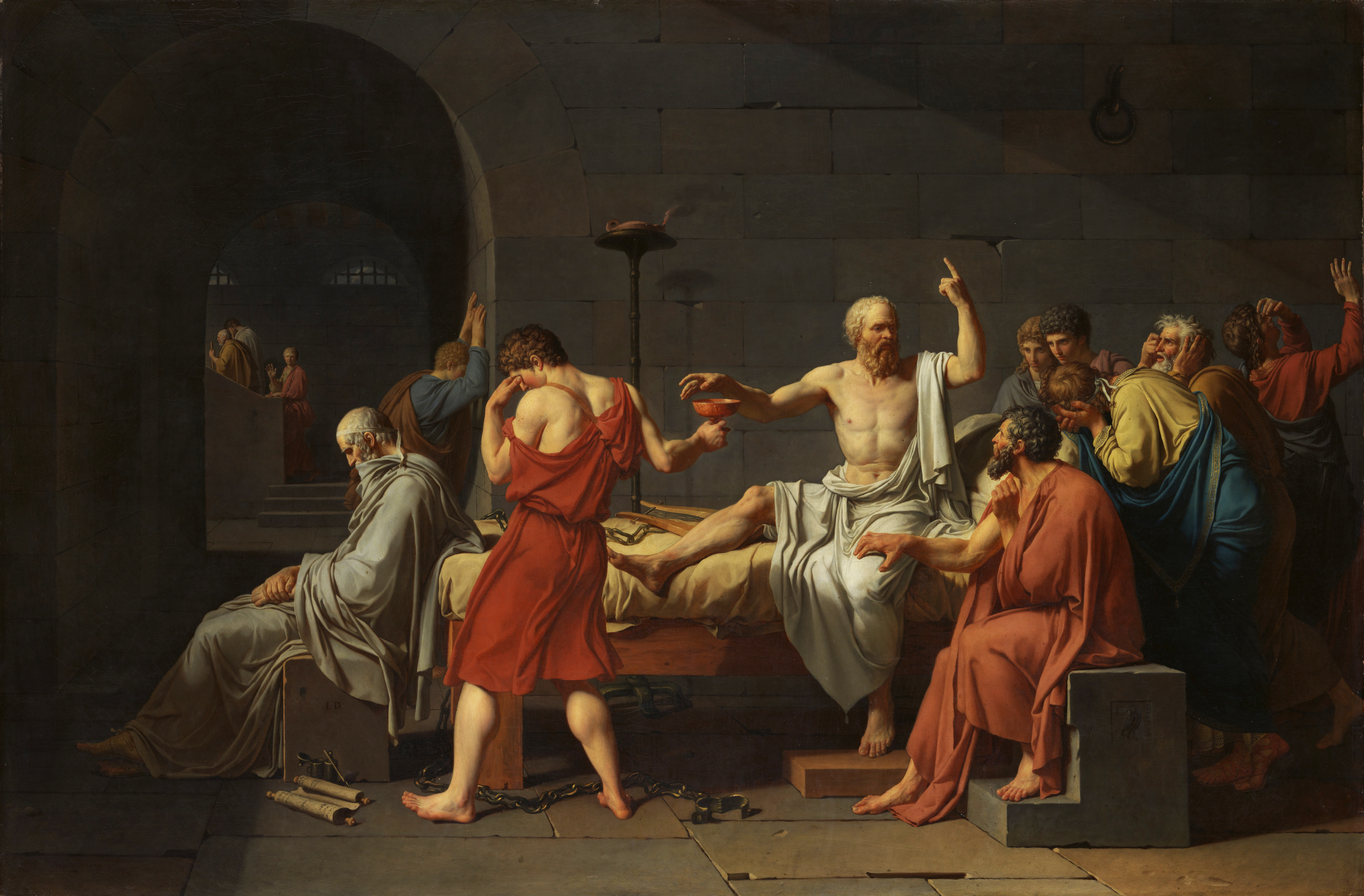
Jacques-Louis David, La mort de Socrate (1787), conservé au Metropolitan Museum of Art de New York.

La vie philosophique en Grèce est d'abord fortement marquée par la figure du philosophe athénien Socrate (né vers 469, mort en 399) qui n'a rien écrit lui-même, mais dont la méthode est décrite par plusieurs auteurs contemporains, principalement Platon mais aussi Xénophon (dans les Mémorables) ; Socrate est aussi parodié par Aristophane dans sa comédie Les Nuées. Ces différents points de vue donnent une idée de la méthode de Socrate, qui consiste à dialoguer avec toutes sortes d'interlocuteurs pour les amener à remettre en cause ce qu'ils croient savoir et à approfondir leurs conceptions de sujets comme la beauté, la sagesse, la piété, etc. Cet art du dialogue est la maïeutique. La méthode de Socrate rompt avec celle des présocratiques qui s'interrogeaient sur la nature, et préfère s'intéresser aux hommes et à la façon dont il convient de se conduire. Combattant courageux pendant la guerre du Péloponnèse, fidèle aux valeurs démocratiques pendant la tyrannie des Trente, il se voit intenter un procès en 399 par plusieurs détracteurs qui l'accusent notamment de corrompre la jeunesse ; condamné à mort, il refuse de s'évader comme le lui proposaient ses amis et doit boire la ciguë.
Platon (428-347) fait partie des jeunes gens issus de l'aristocratie athénienne qui sont élèves de Socrate. Devenu détracteur de la démocratie athénienne après la mort de son maître, il renonce à sa carrière politique à Athènes pour s'exiler à Mégare puis voyager en Grande-Grèce (Sicile). À deux reprises, il tente de mettre en pratique ses réflexions politiques à Syracuse, en Sicile, en s'appuyant sur ses bonnes relations avec les tyrans locaux, mais toujours en vain. De retour à Athènes en 388 après l'échec de son premier séjour sicilien, il fonde une école de philosophie, l'Académie, promise à un long avenir. Dans le même temps, il écrit de nombreux ouvrages philosophiques, en grande majorité des dialogues qui mettent en scène Socrate. L'influence durable de la pensée et de l'œuvre de Platon a fait que l'on a conservé de lui pas moins de 35 dialogues (dont quelques-uns d'authenticité douteuse) ; en outre, treize lettres nous sont parvenues sous son nom, mais la plupart ne sont sans doute pas de lui. 
Il n'est pas facile d'établir une chronologie de la rédaction des dialogues de Platon. Ses premiers dialogues sont couramment regroupés sous le nom de dialogues socratiques (comme l’Apologie de Socrate, le Criton ou l’Hippias mineur) et sont probablement les plus proches de la méthode de Socrate lui-même ; ils visent tous à définir une grande notion et sont tous aporétiques. Viennent plusieurs dialogues plus longs et plus complexes comme le Gorgias, puis les dialogues de la maturité contemporains de l'Académie, comme le Banquet (sur l'amour), le Phédon (qui retrace les derniers instants de Socrate et évoque la mort et l'au-delà), La République (sur la cité juste) et le Phèdre (sur la beauté). Viennent ensuite des dialogues métaphysiques comme le Théétète ou Le Politique. Les derniers dialogues de Platon sont le Timée et le Critias (lequel est inachevé) ainsi que Les Lois, le plus long ouvrage de Platon, également inachevé, dans lequel il revient sur la problématique de l'édification d'une cité juste déjà abordée dans La République. 
Les dialogues de Platon ne forment pas un système philosophique clos mais montrent surtout l'évolution de sa pensée en tant que philosophe et en tant qu'écrivain. Platon accorde une importance notable au cadre et aux personnages : il met en scène des personnes ayant réellement existé, généralement des membres de l'aristocratie athénienne qui entouraient Socrate (par exemple Critias, Alcibiade ou Platon lui-même) mais aussi les grands sophistes de l'époque (Protagoras, Gorgias) ; les dialogues ont lieu au milieu de la vie quotidienne de la cité et conjuguent l'élaboration d'une réflexion fine à un souci de progression dramatique qui permet de relancer la conversation à plusieurs reprises. Ces dialogues montrent l'élaboration d'une méthode dialectique guidée par des règles claires : il ne s'agit pas de vaincre l'adversaire mais de mener ensemble une quête de savoir dans la bienveillance mutuelle. En outre, Platon concilie le recours à une méthode dialectique rationnelle et l'invention de récits tenant de l'allégorie (comme l'allégorie de la caverne dans La République) voire du mythe (comme le mythe d'Er dans La République ou l'Atlantide dans le Timée et le Critias), tous récits qui complètent l'argumentation rationnelle.

### Aristote

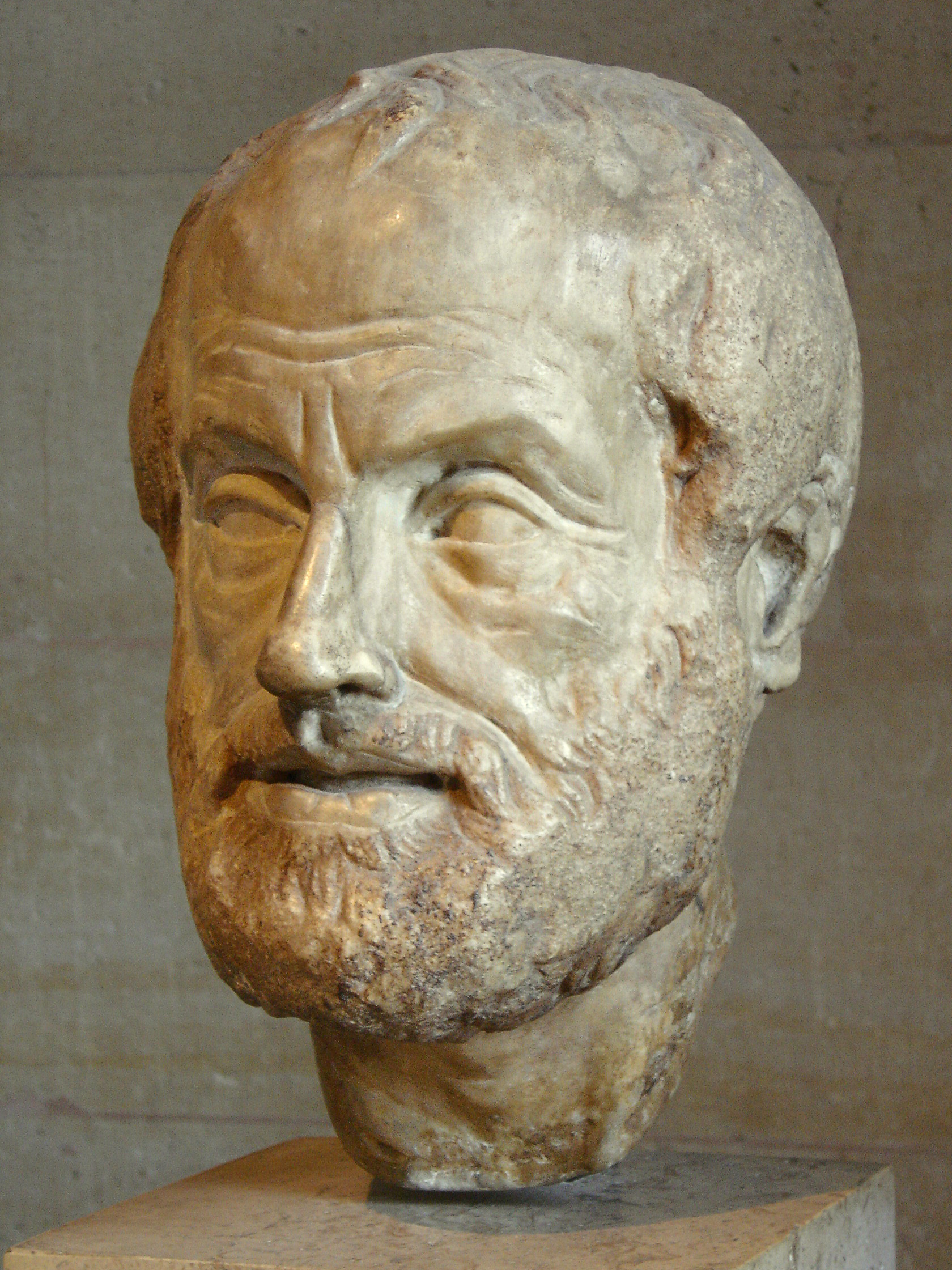
Portrait d'Aristote. Copie romaine datant du Ier siècle ou IIe siècle siècle ap. J.-C. d'un bronze perdu réalisé par Lysippe. Conservé au Louvre.

Le troisième grand philosophe de l'époque classique est Aristote (384-322). Originaire de Macédoine puis élève de Platon à l'Académie, il retourne dans son royaume natal pour devenir le précepteur d'Alexandre le Grand à la cour de Philippe II ; rentré à Athènes en 355, il y fonde sa propre école philosophique, le Lycée (aussi appelé « école péripatéticienne »), qui perdure après lui jusqu'au Ier siècle av. J.-C. Aristote a écrit de très nombreuses œuvres sur des sujets extrêmement variés, mais ses traités proprement dits sont perdus : les textes que nous possédons sont seulement des notes de cours prises par ses élèves et éditées plus de trois siècles après par Andronicos de Rhodes, le dernier directeur du Lycée.
Dans plusieurs œuvres groupées sous le nom d’Organon, Aristote élabore une méthode applicable à toutes les sciences, qui crée la logique formelle et a pour procédé principal le syllogisme qui permet de progresser par déductions successives. Il compose aussi de nombreux ouvrages étudiant la nature sous tous ses aspects (la Physique, De l'âme, De la Génération de et la Corruption, Du ciel, Parties des animaux, etc.), un ouvrage de philosophie première appelé la Métaphysique, des ouvrages de science politique (comme la Politique), des œuvres morales (comme l’Éthique à Nicomaque), et deux traités de science poétique (la Rhétorique et la Poétique). Cette œuvre abondante témoignant d'une curiosité encyclopédique et d'un grand soin apporté à la méthode a connu une postérité très durable et a exercé une grande influence bien après l'Antiquité, en particulier au Moyen Âge dans le monde arabo-musulman puis, à partir du XIIe siècle, en Europe.

### Diogène et le cynisme
Le IVe siècle av. J.-C. voit aussi la naissance du courant du cynisme qui s'inscrit dans la lignée de Diogène de Sinope. Nous connaissons sa vie par divers témoignages d'auteurs très postérieurs (notamment Plutarque, Cicéron ou Diogène Laërce) qui la parent d'un grand nombre d'anecdotes pittoresques, ce qui rend parfois difficile de reconstituer sa véritable biographie. C'est de ces vies, en particulier celle écrite par Diogène Laërce, que provient l'image d'un Diogène de Sinope vivant à Athènes en pleine rue, dans le dénuement, en dormant dans un pithos et en sommant les hommes de se remettre en cause. Les sources antiques attribuent à Diogène plusieurs ouvrages : des dialogues philosophiques dont un titré La République, des lettres et des tragédies. L'authenticité de tout ou partie de ces œuvres a suscité des désaccords dans l'Antiquité même. Le contenu de la République est connu par des références présentes chez des auteurs plus récents et permettent d'authentifier au moins le dialogue La République. La philosophie de Diogène se situe dans la lignée de l'ascèse pratiquée par les Cyniques : elle recherche la vertu comme condition du bonheur et implique un endurcissement de la volonté face à la souffrance dans le cadre d'un entraînement visant à maîtriser son corps et à agir en cohérence avec ses idées ; Diogène semble avoir accordé davantage moins d'importance au rationalisme qu'Antisthène, au profit du bonheur et de la force (iskhus), ce qui peut expliquer les propos et comportements outranciers qu'on lui attribue.

## Les écrits techniques
Durant l'époque classique se multiplient aussi les écrits fournissant des synthèses sur des savoirs techniques donnés très variés. Certains avaient une prétention littéraire. 
La cuisine fait l'objet de recueils de recettes. Le plus ancien auteur grec connu ayant composé ce type d'ouvrage est Mithécos, au Ve siècle av. J.-C. Après lui vient Archestrate, qui vit au IVe siècle av. J.-C. et compose un recueil de recettes sous la forme d'un poème épique dont le titre exact n'est pas connu, mais dont nous sont parvenus de nombreux fragments grâce à des citations chez un auteur très postérieur (Athénée). 
Au IVe siècle av. J.-C., Xénophon, par ailleurs historien et philosophe, mais militaire de formation, compose des traités techniques comme L'art équestre (ou Équitation), Le capitaine de cavalerie (ou Hipparque), et aborde dans l’Économique des domaines comme l'agronomie et la bonne gestion d'une maison. D'autres traités militaires de la même époque sont dus à Énée le Tacticien, dont on a conservé un traité appelé la Poliorcétique, où il élabore la science du même nom consacrée à l'art d'assiéger ou au contraire de défendre une ville.
Beaucoup de champs de recherche qui, au XXIe siècle, relèvent des sciences expérimentales ou des sciences de la vie et de la terre, sont explorés par les philosophes grecs. Dès les philosophes présocratiques, on compose des traités sur la nature (phusis) qui développent peu à peu la physique. Les mathématiques et l'astronomie se trouvent régulièrement abordées dans les dialogues de Platon. Contemporain de Platon, Eudoxe de Cnide, qui est à la fois un philosophe hédoniste, un géomètre et un astronome, écrit dans la première moitié du IVe siècle av. J.-C. plusieurs traités d'astronomie où il formule une théorisation du mouvement des planètes. Ses traités sont perdus, mais les idées d'Eudoxe nous sont connues grâce aux allusions qu'y font Platon et Aristote et par les traités qu'écrit plus tard Archimède au IIIe siècle av. J.-C. Les philosophes font également œuvre de naturalistes. Aristote compose plusieurs traités de biologie et de zoologie (voyez Biologie dans l'œuvre d'Aristote), ainsi que des Météorologiques. Après lui, Théophraste compose des traités de botanique (Histoire des plantes et Causes des plantes).
Ce sont également les philosophes, dont les sophistes, qui jettent les bases de la lexicographie et de la grammaire en Grèce. On s'intéresse à la langue grecque, aux synonymes, aux origines du langage. On commence à écrire des commentaires sur les œuvres des grands poètes comme les épopées homériques. Ces réflexions se retrouvent parfois chez Platon et Aristote. Mais ce n'est que dans les siècles suivants, durant la période hellénistique, que l'édition savante et le commentaire des textes devient un champ du savoir à part entière.
Un livre consacré à la sexualité (techniques de séduction, positions sexuelles, contraceptifs) a été composé probablement au IVe siècle av. J.-C. par une femme, Philénis, qui fut accusée de débauche par le sophiste Polycrate d'Athènes. Le poète Eschrion de Samos prit la défense de Philénis en accusant Polycrate d'être lui-même l'auteur du livre en question. Ce livre est perdu hormis les premières phrases. À une époque mal déterminée, un auteur polygraphe comme Paxamos semble avoir composé des traités sur la cuisine, l'agriculture, la teinture ou encore les positions sexuelles (ces traités sont aujourd'hui perdus, à part quelques fragments du traité d'agronomie).

### Histoires de la littérature grecque
- Jacqueline de Romilly, Précis de littérature grecque, Paris, Presses universitaires de France, 1980 (rééd. coll. « Quadrige » : 2002).
- Suzanne Saïd, Monique Trédé et Alain Le Boulluec, Histoire de la littérature grecque, Paris, Presses universitaires de France, coll. « Premier Cycle », 1997 (ISBN 2130482333 et 978-2130482338) (Édition consultée : réédition dans la collection « Quadrige », 2004.)
- Monique Trédé, Suzanne Saïd, La Littérature grecque d'Homère à Aristote, Paris, Presses universitaires de France, coll. « Que sais-je ? », 1990 (édition consultée : rééd. 2001).

### Sur des genres ou des époques en particulier
- Paul Demont et Anne Lebeau, Introduction au théâtre grec antique, Paris, Librairie générale française (Livre de poche), 1996.
- Pierre Hadot, Qu'est-ce que la philosophie antique ?, Paris, Gallimard, 1995 (rééd. coll. « Folio »).
- Laurent Pernot, La Rhétorique dans l'Antiquité, Paris, Le Livre de poche, 2000.
- (en) Ian Michael Plant, Women writers of ancient Greece and Rome : an anthology, University of Oklahoma Press, 2004.
- Jacqueline de Romilly, La Tragédie grecque, Paris, Presses universitaires de France, 1970.
- Jean Voilquin, Les Penseurs grecs avant Socrate. De Thalès de Milet à Prodicos, Paris, GF Flammarion, 1964.

### Sur la civilisation grecque en général
- Marie-Claire Amouretti, Françoise Ruzé, Le Monde grec antique, Paris, Hachette, coll. « Supérieur », 2003.
- M. C. Howatson (dir.), Dictionnaire de l'Antiquité, Paris, Robert Laffont, 1993 (1re édition : Oxford, 1989).
- Jean Leclant (dir.), Dictionnaire de l'Antiquité, Paris, Presses universitaires de France, coll. « Quadrige », 2005 (2e édition 2011).